# Corinne Morel Darleux
Pour les articles homonymes, voir Morel et Darleux.
Corinne Morel Darleux (Morel d'Arleux à l'état civil), née le 1er octobre 1973 à Paris, est une autrice, essayiste, chroniqueuse et militante écosocialiste française.
Elle a été secrétaire nationale de l'écosocialisme au Parti de gauche, membre du bureau de la Fondation Copernic et du Mouvement Utopia, et a effectué deux mandats, de 2010 à 2021, comme conseillère régionale de Rhône-Alpes puis d'Auvergne-Rhône-Alpes.

## Biographie
Corinne Morel Darleux obtient[Quand ?] un doctorat (PhD) à  l'école supérieure de commerce de Rennes. Elle commence sa carrière en tant que consultante et anime des séminaires stratégiques pour les grandes entreprises du CAC 40, telles que Sanofi, EDF, Total. Indignée par le milieu dans lequel elle évolue et désireuse de rendre son expérience utile, elle démissionne de son poste, et s'engage alors en politique. Elle prend de nouvelles fonctions à la ville des Lilas en Seine-Saint-Denis, au service éducation et temps d’enfant de la commune, et adhère en 2005 au Mouvement Utopia, puis au Parti socialiste, afin d'y défendre la nécessité d'une radicalité écologique, sociale, et économique, notamment lors du congrès de 2008.
Un an plus tard, elle rejoint le Parti de gauche, récemment créé par Jean-Luc Mélenchon. Elle y devient secrétaire nationale et prend dès sa création la responsabilité du secteur écologie puis de l'écosocialisme jusqu'en 2014. Elle est à l'initiative des Assises pour l'écosocialisme, qui se sont tenues à Paris le 1er décembre 2012, et du réseau écosocialiste européen. Elle a coordonné la rédaction collective du Manifeste pour l'écosocialisme, que le Parti de gauche adopte officiellement à son congrès et qui devient par ailleurs l'appellation officielle de son idéologie. Elle quitte le Parti de gauche et La France Insoumise en 2018.
Élue conseillère régionale de Rhône-Alpes de 2010 à 2021, elle a siégé dans les commissions « Agriculture et développement rural » et « Montagne ». Elle y a notamment défendu l'agriculture paysanne et la préservation des terres. Elle a dénoncé les subventions accordées aux canons à neige, en saisissant le procureur de la République pour « soupçons de prise illégale d’intérêts ».
Depuis 2018, elle critique le rétrécissement de la pensée politique et prône l’archipélisation des luttes, se consacre à l'écriture et au militantisme de terrain, au soutien des solidaires[Quoi ?] de la frontière franco-italienne à celui des écologistes du Rojava, la zone kurde en Syrie, en passant par Extinction Rebellion, ANV-COP21 ou Les Soulèvements de la Terre, dont elle est une « compagne de route ».
En 2023, elle fait partie des 20 coprésidents de l'association appui financier des Soulèvements de la Terre. La même année, elle enregistre pour la première fois deux de ses textes, pour un livre-disque au format 45 tours qui paraît sous le label Archives de la Zone Mondiale, en compagnie de Masto (saxophoniste de Bérurier Noir) et d'Elizabeth Saint-Jalmes (plasticienne).
En janvier 2021, elle a intégré le Conseil d’administration de la Fondation Danielle Mitterrand – France Libertés, avec laquelle elle poursuit son engagement auprès de l’expérience démocratique en cours au Rojava et dans le Nord-Est syrien. Elle est également sociétaire de la coopérative L'Atelier Paysan et membre de son Conseil d’appui et d’orientation depuis juin 2021. Elle intervient dans de nombreux festivals et rencontres sur le climat, l’écologie, les métamorphoses, la radicalité, l’imaginaire, la politique. En juillet 2021, elle participe au lancement de l’École des vivants avec Alain Damasio.

## Présence médiatique
Elle publie depuis septembre 2014 une chronique mensuelle pour le quotidien écologiste en ligne Reporterre, dans laquelle elle décrit des expériences d'écologie concrète dans le Diois, dans la Drôme où elle réside. Elle a animé entre 2017 et 2019 la chronique « Le fond de l'air est vert » de 2017 à 2019 dans Là-bas si j'y suis. Elle écrit régulièrement dans CQFD, Socialter, Imagine Demain le Monde, Yggdrasil et la Revue Projet et participe à la revue en ligne Terrestres.

## Publications
Elle défend le refus de parvenir et la dignité du présent dans son essai Plutôt couler en beauté que flotter sans grâce, rythmé par les aventures et pensées de guides discrets[pas clair], le navigateur Bernard Moitessier et l’écrivain Romain Gary, paru aux éditions Libertalia en juin 2019 et qui a fait l’objet de nombreux retirages. Son roman Là où le feu et l’ours a paru aux éditions Libertalia en mai 2021 et un nouveau roman jeunesse, destiné aux 8-12 ans avec la dessinatrice Marine Schneider, Le gang des chevreuils rusés est sorti au Seuil jeunesse en septembre 2021.

## Prises de position
À l'instar de dizaines d'organisations et de milliers de citoyens, Corinne Morel Darleux signe la lettre ouverte exigeant « une législation qui requiert que le logiciel financé par le contribuable pour le secteur public soit disponible publiquement sous une licence de Logiciel Libre et Open Source ».

### Autrice
- Corinne Morel Darleux (préf. Jean-Luc Mélenchon), L'écologie, un combat pour l'émancipation, Paris, Bruno Leprince, coll. « Politique à gauche », décembre 2009, 143 p. (ISBN 978-2-916333-62-5)
- Corinne Morel Darleux, Nos colères fleuriront, t. 1 : Arracher les mauvaises herbes du capitalisme vert, Paris, Bruno Leprince, coll. « Politique à gauche », mars 2012, 158 p. (ISBN 978-2-36488-009-2)
- Corinne Morel Darleux, Nos colères fleuriront, t. 2 : Cueillir les fruits de l'émancipation, Paris, Bruno Leprince, coll. « Politique à gauche », août 2012, 159 p. (ISBN 978-2-36488-014-6)
- Corinne Morel Darleux, Plutôt couler en beauté que flotter sans grâce : Réflexions sur l'effondrement, Libertalia, 2019, 101 p. (ISBN 978-2-37729-095-6, présentation en ligne)
- Corinne Morel Darleux, Là où le feu et l'ours. Histoire de Violette, Libertalia, 2021, 256 p. (ISBN 978-2-377292-02-8, présentation en ligne)
- Corinne Morel Darleux, La Sauvagière, Dalva, 2022, 144 p. (ISBN 9782492596735)
- Corinne Morel Darleux, Alors nous irons trouver la beauté ailleurs, Libertalia, 2023  (ISBN 9782377293001)
- Corinne Morel Darleux, Bestiaire érotique - Manifeste tectonique, Archives de la Zone Mondiale, 2023  (ISBN 9782954888088)

### Coautrice ou coordinatrice
- Corinne Morel Darleux, Liberté Égalité Gratuité : Pour la gratuité des services publics, Villeurbanne, Golias, janvier 2009, 126 p. (ISBN 978-2-35472-112-1)
- Corinne Morel Darleux, Non au capitalisme vert, Lyon, Parangon, 2009 (ISBN 978-2-84190-194-4, présentation en ligne)
- Corinne Morel Darleux, Les mondes d'après : Nouvelles d'anticipation écologiques, Villeurbanne, Golias, avril 2011, 159 p. (ISBN 978-2-35472-117-6)
- Corinne Morel Darleux, Terres de gauche : Abécédaire des radicalités concrètes, Paris, Bruno Leprince, coll. « Politique à gauche », août 2012, 285 p. (ISBN 978-2-36488-024-5)
- Corinne Morel Darleux (dir.), Premier manifeste : 18 thèses pour l'écosocialisme, Paris, Bruno Leprince, coll. « Les écosocialistes », février 2013 (ISBN 978-2-36488-053-5)
- Corinne Morel Darleux, Fabrice Flipo et Christian Pilichowski, L'écologie, combien de divisions ? : la lutte des classes au vingt et unième siècle, Vulaines-sur-Seine, Éditions du Croquant, 2015, 122 p. (ISBN 978-2-36512-072-2)
- Corinne Morel Darleux et Aurélien Bernier, « L'écologie républicaine pour tordre le cou au capitalisme vert », Le Sarkophage,‎ janvier 2010
- Corinne Morel Darleux et Nolwenn Neveu, « Un autre budget est possible », Libération,‎ 8 décembre 2014 (lire en ligne)
- Et si… le monde d'après ne ressemblait pas au monde d'avant ?, Alternatiba, 2020, 153 p.
- Collapsus : Changer ou disparaître ? Le vrai bilan sur notre planète, Albin Michel, 2020, 352 p. (ISBN 2226448977)
- Face aux chocs écologiques : : 12 entretiens pour comprendre l'anthropocène, Marabout, 2020, 288 p.
- L’Écologie du XXIe siècle, Seuil/Reporterre, 2021, 224 p.
- Nous vous écrivons depuis la révolution. Récits de femmes internationalistes au Rojava, Syllepse, 2021, 192 p. (ISBN 978-2-84950-908-1)
- Relions-nous ! La Constitution des liens - L'an 01, Les liens qui libèrent, 2021, 224 p. (ISBN 979-10-209-0981-7)

### Contributions à des ouvrages collectifs
- « La solution sera-t-elle politique ? », dans Laurent Testot et Laurent Aillet (direction), Collapsus : Changer ou disparaître ? Le vrai bilan sur notre planète, Éditions Albin Michel, 2020, 352 p. (ISBN 978-2-22644-897-2).